# Nhà Fatimid
Nhà Fatima hay al-Fāṭimiyyūn (tiếng Ả Rập الفاطميون) là một Triều đại khalip theo Hồi giáo Shi'a Ismaili đã ngự trị một vùng lãnh thổ rộng lớn trong thế giới Ả Rập, từ Biển Đỏ ở phía Đông tới Đại Tây Dương ở phía Tây. Khởi nghiệp từ Tunisia, Vương triều Fatima mở rộng quyền thống trị của mình qua vùng ven biển Địa Trung Hải của châu Phi, và cuối cùng đưa Ai Cập thành trung tâm của Nhà nước khalip này. Ở đỉnh của mình, thêm vào Ai Cập, Nhà nước Khalip Fatima kiểm soát nhiều lãnh thổ ở Maghreb, Sudan, Sicilia, vùng Levant, và Hijaz.

## Lịch sử
Vương triều Fatima thiết lập thành phố Mahdia ở Tunisia và đóng đô tại đây, và xây dựng thành phố Cairo năm 969. Sau đó, Nhà nước Khalip dời đô về Cairo, với Ai Cập trở thành trung tâm chính trị, văn hóa và tôn giáo của quốc gia. Thế kỷ 4 theo Hồi lịch, tức thế kỷ 10 theo Tây lịch, được Louis Massignon đánh giá là 'thế kỷ Ismail trong lịch sử Hồi giáo'.
Đôi khi người ta dùng thuật ngữ Fatimite để chỉ các công dân dưới chế độ Khalip này. Nhánh Ismaili của đạo Shia trở thành tầng lớp thống trị của quốc gia. Các quốc trưởng nhà Fatima cũng kiêm nhiệm Imam của Shia Ismaili, do đó, họ đóng vai trò tôn giáo quan trọng đối với các tín Hồi giáo Ismaili. Họ cũng nằm trong hàng loạt người nắm giữ chứ vụ khalip, như một số tín đồ Hồi giáo công nhận. Do vậy, đây trở thành một thời kỳ duy nhất trong lịch sử mà các hậu duệ của Ali (Vương triều này được đặt theo tên của vợ Ali là Fatima) và chế độ Khalip được hợp nhất ở một mức độ nào đó, ngoại trừ giai đoạn cuối của Nhà nước Khalip Rashidun dưới quyền bản thân Ali.
Nhà nước Khalip được ca ngợi vì thực thi một mức độ khoan dung tôn giáo đối với các nhánh ngoài Ismaili của đạo Hồi cũng như đối với người Do Thái, người Malta Ki-tô giáo và người Copt Ki-tô giáo.
Không những là một trong những đế quốc Ả Rập quan trọng nhất trong thời đại Hồi giáo, Vương triều Fatima còn nổi bật vì vai trò hệ trọng của người Berber trong cuộc khai quốc của nó. Nhà nước khalip tồn tại từ năm 909 đến năm 1171, khi Saladin xưng làm Sultan xứ Ai Cập, và tuyên bố Ai Cập trên danh nghĩa trở lại thần phục nhà Abbas theo Hồi giáo Sunni.